# Vålers kommun, Innlandet
Vålers kommun (norska: Våler kommune) är en kommun i Innlandet fylke i sydöstra Norge. Kommunens centralort är tätorten Våler.
Vålers kommun är med i den nordiska samarbetsregionen ARKO.

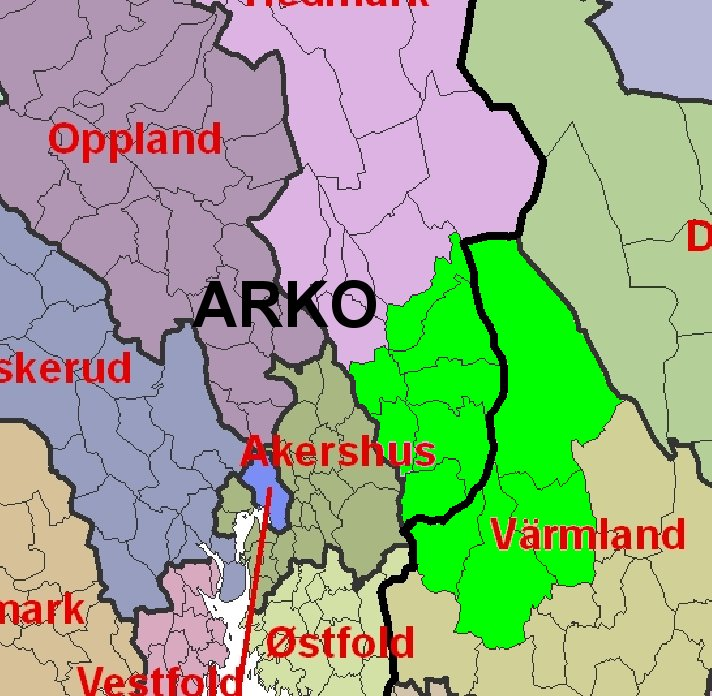
Kommuner som ingår i samarbetet ARKO.

## Administrativ historik
Vålers kommun grundades 1854 genom en delning av Åsnes og Vålers kommun.

## Tätorter
I Vålers kommun finns två tätorter:
- Braskereidfoss
- Våler (centralort)

Orten Nordhagen har tidigare räknats som en tätort men uppfyller inte längre kriterierna.

## Socknar
Inom Norska kyrkan är Vålers kommun indelad i två socknar:
- Gravbergets socken
- Vålers socken

Socknarna ingår i Solør, Vinger og Odals prosteri i Hamars stift.